# Мир-Кольцо (роман)
«Мир-Кольцо» (англ. Ringworld) — научно-фантастический роман Ларри Нивена, опубликованный в 1970 году. Книга получила несколько престижных жанровых наград, многочисленные переиздания и переводы на другие языки, став одним из лучших романов Нивена. Действие романа происходит во вселенной Известного космоса, в дальнейшем автор написал к нему три сиквела, вместе с которыми роман составляет одноимённую серию.

## Сюжет
2850 год по земному летосчислению. Мигрирующие к Магеллановым облакам трусливые кукольники организовывают исследовательскую экспедицию к невероятному артефакту — кольцеобразному миру вокруг одной из неприметных звёзд, внутренняя сторона которого оказывается пригодна к жизни, имея площадь в три миллиона раз больше земной поверхности. Космический корабль экспедиции терпит крушение в результате действий автоматической противометеоритной защиты кольца, и члены экспедиции оказываются на этой огромной поверхности без возможности самостоятельно взлететь. По мере исследования окружающего мира герои понимают, что цивилизация Кольца находится в упадке и надеяться на помощь туземцев не стоит. В конце концов они захватывают одно из немногих действующих летающих зданий и с его помощью отбуксируют свой корабль к пробоине в поверхности кольца на вершине огромной горы, чтобы выкинуть корабль в открытый космос и вернуться домой на гиперпространственном приводе.

## Члены экспедиции к Кольцу
- Луис Ву — двухсотлетний землянин, опытный космический путешественник;
- Несс — представитель скрывшейся из Известного космоса ещё до рождения Луиса расы кукольников Пирсона, настолько психически ненормальный, что может решиться на космическое путешествие и стать формальным руководителем экспедиции;
- Говорящий с Животными — не заслуживший себе настоящего имени представитель воинственной расы кзинов, исполнявший дипломатические обязанности на Земле, за что и получил свою кличку;
- Тила Браун — беззаботная 20-летняя землянка, являющаяся результатом селекционного проекта расы кукольников по выведению сверхудачливых людей.

## Награды
- Премия Хьюго за лучший роман за 1971[1]
- Премия Небьюла за лучший роман за 1970[2]
- Премия Локус за лучший НФ роман за 1971[1]